# Herrenfest

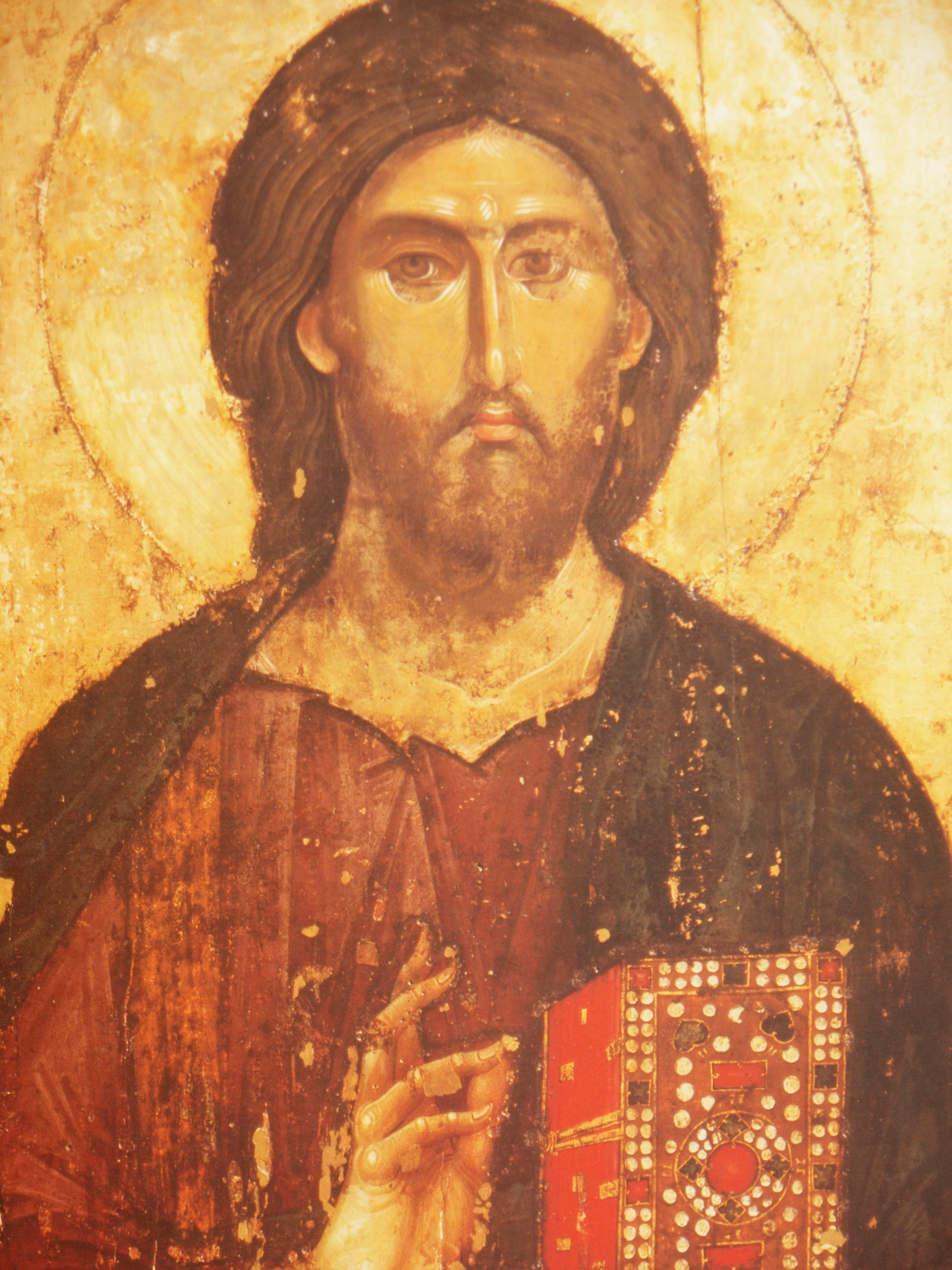
Christus-Ikone aus dem 13. Jahrhundert

Herrenfeste oder Feste des Herrn (Jesus Christus) sind Hochfeste und Feste im Kirchenjahr (auch „Herrenjahr“ genannt), durch die das Heilsgeheimnis Jesu Christi von seiner Menschwerdung und Geburt bis zur Himmelfahrt und Erwartung seines Wiederkommens im Kreislauf des Jahres entfaltet wird. Einige dieser Feste werden im Christentum allgemein begangen, einige nur im Kirchenjahr der katholischen, der orthodoxen und der anglikanischen Kirche.

## Geschichte
Von zentraler Bedeutung für den christlichen Gottesdienst waren seit dem 2. Jahrhundert die Pentekoste, die 50-tägige Osterzeit, und jeder Sonntag als Tag der Auferstehung Jesu, der daher Dominica, „Herrentag“ oder „Tag des Herrn“ genannt wurde.
In der Frühzeit der Kirche und nach dem Ende der Christenverfolgungen im Römischen Reich setzten die Ortskirchen zunächst zusätzlich besondere Tage fest, um die Osterzeit thematisch zu entfalten. Das Osterfest differenzierte sich in die heilige Woche und das Triduum Sacrum, die Zeit nach Ostern in Feste wie Christi Himmelfahrt und Pfingsten. Auch kristallisierte sich ein eigener Weihnachtszyklus mit Advent, Weihnachten und Epiphanie heraus.
Historisierende Herrenfeste wie Beschneidung des Herrn, Taufe Jesu, Darstellung Jesu im Tempel, Verkündigung des Herrn entstanden. Im Laufe der Kirchengeschichte kam die Feier anderer Festgeheimnisse hinzu, wie das Fest der Verklärung Christi (1457), Namen Jesu-Fest (1721) und Fest der heiligen Familie (1921). Dazu traten seit dem 10. Jahrhundert als neuer Fest-Typus Ideen- und Devotionsfeste wie das Trinitätsfest (10. Jh.), Fest des Leibes und Blutes Jesu Christi (13. Jh.), das Fest des Heiligsten Herzens Jesu (17. Jh.) und das Christkönigsfest (1925/26).
Im zweiten Jahrtausend nahmen die Gedenktage und Feste der Heiligen zu und überwucherten geradezu das Herrenjahr. Demgegenüber rückte das Zweite Vatikanische Konzil die Herrenfeste wieder stärker in den Vordergrund:

„Die Herzen der Gläubigen sollen vor allem auf die Herrenfeste hingelenkt werden, in denen die Heilsgeheimnisse das Jahr hindurch begangen werden. Daher soll das Herrenjahr den ihm zukommenden Platz vor den Heiligenfesten erhalten, damit der volle Kreis der Heilsmysterien in gebührender Weise gefeiert wird.“

## Römisch-katholische Kirche
- Geburt des Herrn (Weihnachten, 25. Dezember)
- Erscheinung des Herrn (Epiphanie, „Dreikönig“, 6. Januar)
- Taufe des Herrn (Sonntag nach Erscheinung des Herrn)
- Darstellung des Herrn, („Mariä Lichtmes“, 2. Februar,  40 Tage nach Weihnachten)
- Verkündigung des Herrn (25. März)
- Karwoche und Ostern mit der Dreitagefeier vom Leiden, Sterben und der Auferstehung des Herrn (Gründonnerstag, Karfreitag, Ostersonntag, bewegliche Feiertage, siehe Osterdatum)
- Christi Himmelfahrt (40. Tag nach Ostern)
- Pfingsten (50. Tag nach Ostern)
- Trinitatis (Dreifaltigkeitsfest, Sonntag nach Pfingsten)
- Fronleichnam (Donnerstag der 2. Woche nach Pfingsten)
- Herz-Jesu-Fest (Freitag der dritten Woche nach Pfingsten)
- Verklärung des Herrn (6. August)
- Kreuzerhöhung (14. September)
- Weihetag der Lateranbasilika (9. November)
- Christkönigsfest (letzter Sonntag im Jahreskreis)